# Rowenki
Rowenki (russisch Ровеньки́) ist eine Siedlung städtischen Typs in der Oblast Belgorod (Russland) mit 10.264 Einwohnern (Stand 14. Oktober 2010).

## Geographie
Die Siedlung liegt etwa 180 Kilometer Luftlinie ostsüdöstlich des Oblastverwaltungszentrums Belgorod, wenige zehn Kilometer von der Grenze zur Ukraine entfernt. Durch den Ort fließt der Ajdar, ein linker Nebenfluss des Sewerski Donez.
Rowenki ist Verwaltungszentrum des Rajons Rowenski.

## Geschichte
Als Gründungsjahr des Ortes gilt 1650, als ein Ukas des Zaren Alexei Michailowitsch zur Befestigung der Südgrenze des Russischen Reiches erschien. 1708 wurde Rowenki, dessen Bewohner den Bulawin-Aufstand unterstützt hatten, zerstört, 1732 Kosaken des Ostrogoschsker Regiments angesiedelt.
Bis zum 19. Jahrhundert entwickelte sich der Ort zu einem regional bedeutsamen ländlichen Handelszentrum, wurde 1928 Sitz einer Rajonverwaltung und erhielt 1976 den Status einer Siedlung städtischen Typs.
Der Ort wurde am 9. Juli 1942 von der 79. Infanteriedivision der deutschen Wehrmacht besetzt.

### Bevölkerungsentwicklung
| Jahr | Einwohner |
| ---- | --------- |
| 1811 | 3.800     |
| 1939 | 6.928     |
| 1959 | 4.987     |
| 1970 | 6.209     |
| 1979 | 7.279     |
| 1989 | 8.400     |
| 2002 | 9.742     |
| 2010 | 10.264    |

Anmerkung: ab 1939 Volkszählungsdaten

## Kultur und Sehenswürdigkeiten
In Rowenki steht die eklektizistische Dreifaltigkeitskirche (Троицкая церковь, Troizkaja zerkow) von 1885. Seit 1978 existiert im Ort das Heimatmuseum des Rajons.

## Wirtschaft und Infrastruktur
In Rowenki gibt es vorwiegend Betriebe der Lebensmittelindustrie.
Durch die Siedlung verläuft die Regionalstraße R195 von Rossosch in der benachbarten Oblast Woronesch, wo sich auch die nächstgelegene Bahnstation befindet, zur ukrainischen Grenze. In nordwestlicher Richtung führt die R187 von Rowenki über Waluiki nach Nowy Oskol im Zentralteil der Oblast Belgorod.